# Zdanie współrzędnie złożone
W zdaniu złożonym współrzędnie zdania składowe (zdania współrzędne) nie określają się wzajemnie. Jedno zdanie składowe nie wynika z treści drugiego i każde z nich może istnieć osobno (np. Jem obiad i czytam gazetę. – Jem obiad. Czytam gazetę.). Wyjątkiem jest zdanie złożone współrzędne wynikowe, wtedy jedna czynność wynika z drugiej (np. Gosia jest systematyczna, więc nie ma problemów z nauką.).
Rodzaje zdań złożonych współrzędnie można najłatwiej określić po spójnikach, jakie łączą zdania składowe:
- Łączne – czynności współistnieją ze sobą, tzn. występują w jednakowym czasie i przestrzeni (np. Zuzia jest zdolna i uczy się dobrze.).

spójniki: „i”, „a”, „oraz”, „ani”, „ni”, „jak”, „też”, „jakże”, „także”, „tudzież” lub bezspójnikowo (przecinek).
wykres: __1__....__2__
- Rozłączne – zdania składowe wykluczają się wzajemnie (np. Odwiedzę kolegów albo pójdę na spacer.).

spójniki: „albo”, „czy”, „lub”, „bądź”
wykres: __1__<....>__2__
- Wynikowe – jedna czynność wynika z drugiej (np. Andrzej jest pilny, więc w szkole ma dobre oceny.).

spójniki: „więc”, „zatem”, „toteż”, „dlatego”,
wykres: __1__>....>__2__
- Przeciwstawne – czynności przeciwstawiają się sobie (np. Turyści byli już zmęczeni, ale nie chcieli robić postoju.).

spójniki: „ale”, „lecz”, „a”, „jednak”, „zaś”, „natomiast”,
wykres: __1__>....<__2__
- Synonimiczne – czynności wynikają jedna z drugiej (np. Ciągle dzwonią, czyli chcą to szybko załatwić.).

spójniki: „czyli”, „to jest”, „to znaczy”
wykres: __1__..=..__2__